# Beauseigne
Beauseigne est une expression du parler gaga, utilisée dans les environs de Saint-Étienne, qui signifie littéralement « le/la pauvre », « bichette », « bissignette » "exprime la pitié sympathique" (Marius Bailly dans "le Piosou"). Pour certaines utilisations, c'est un peu l'équivalent du « peuchère » utilisé dans la région de Marseille.
On trouve parfois cette expression orthographiée « beausseigne », mais cette écriture incorrecte, qui ne correspond pas aux hypothèses étymologiques, n'a pour but que d'expliciter la prononciation exacte.

## Origine
Il pourrait s'agir d'une exclamation de pitié qui serait un diminutif de « beau seigneur Jésus ».
Il existe une autre version plus romantique, mais proche de la première quant à la déformation des mots. Pierre d'Urfé aurait, en 1490, délivré un de ses amis, un comte condamné à mort par le roi Louis XII (bravant le refus de ce dernier de gracier le condamné), le jour de son exécution. La foule venue au spectacle morbide aurait été prise de pitié à la vue du comte, par son calme, son courage et sa beauté. Les gens auraient alors eu ce mot : « Oh ! beau seigneur ! ». La locution aurait alors été réutilisée pour exprimer un sentiment de compassion, se transformant petit à petit en « beauseigne ».

## Culture
- Le groupe de rock français Mickey 3D, en référence à ses origines foréziennes, a choisi cette expression comme titre d'une de ses chansons sur l'album Tu vas pas mourir de rire[1].
- Le chanteur stéphanois Zed Yun Pavarotti sort en 2020 son album intitulé Beauseigne.